# Stadion Narodowy metróállomás
A Stadion Narodowy egy metróállomás Varsóban a varsói M2-es metró vonalán.

## Szomszédos állomások
A metróállomáshoz az alábbi állomások vannak a legközelebb:
- Centrum Nauki Kopernik (Bemowo metro station, M2-es metróvonal)
- Dworzec Wileński (Bródno metro station, M2-es metróvonal)

## Képgaléria

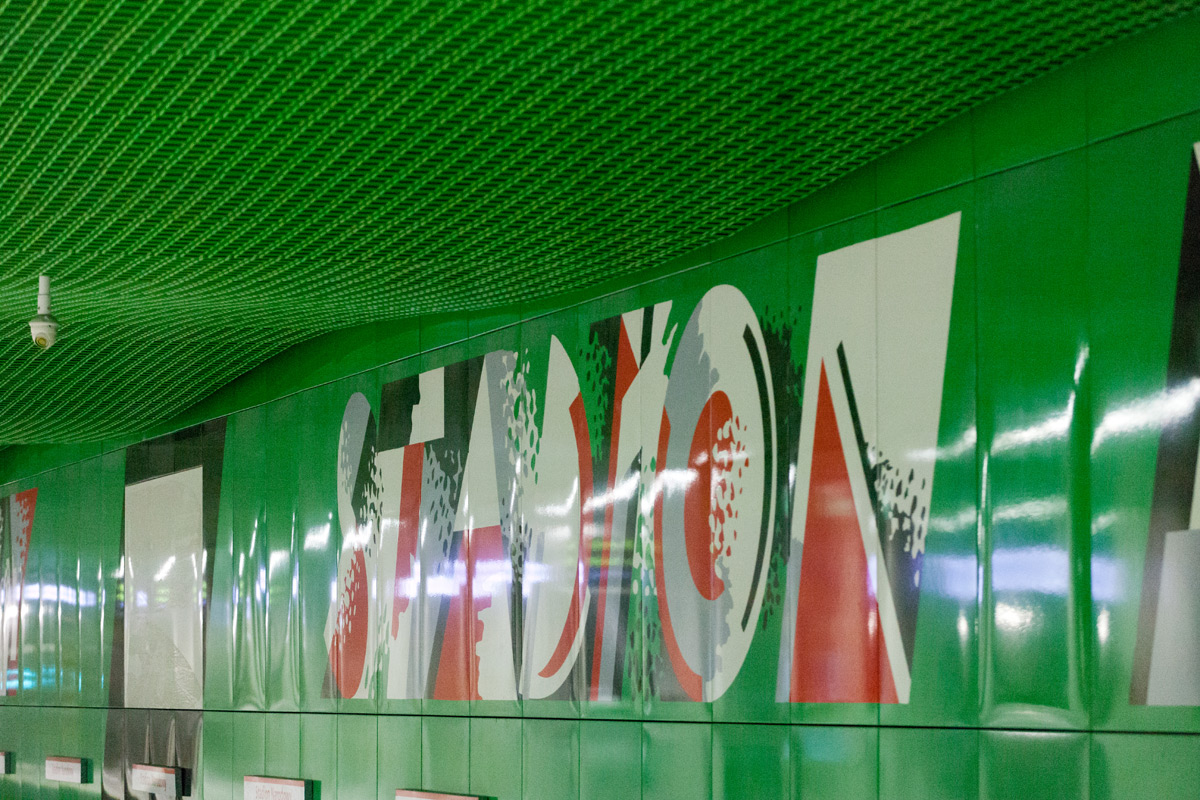
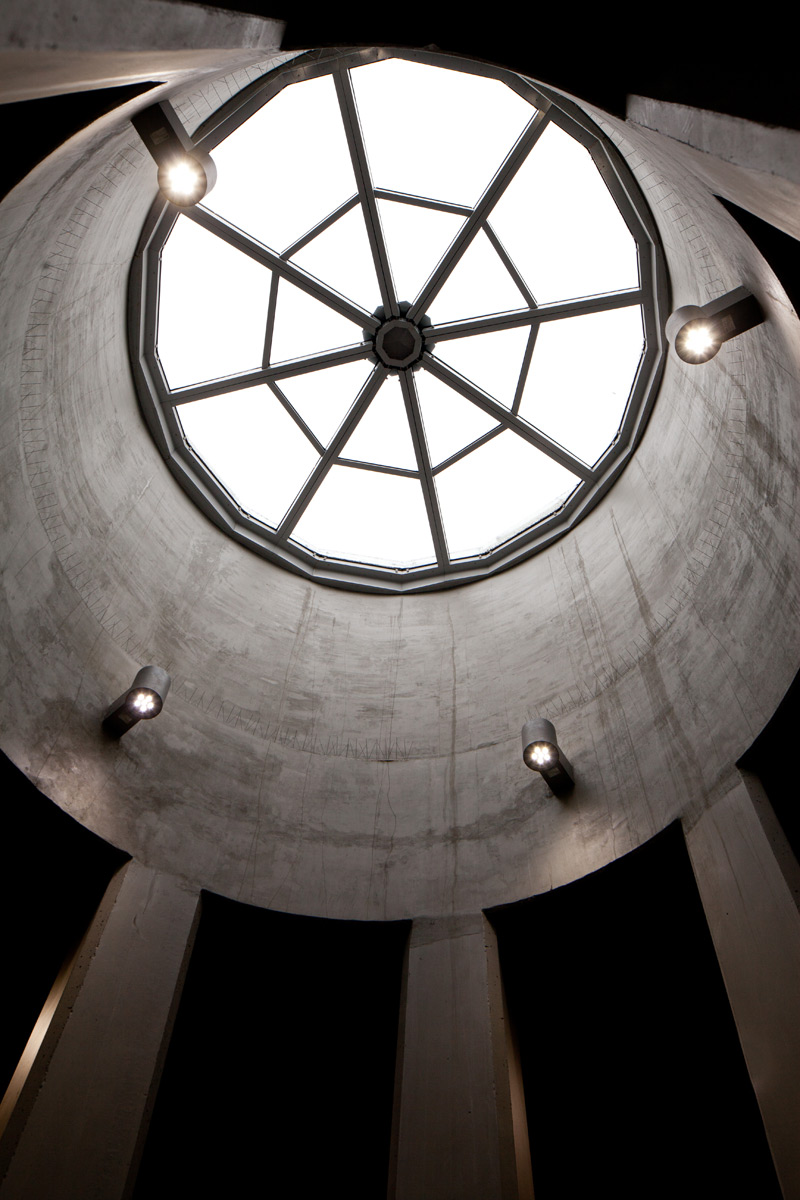
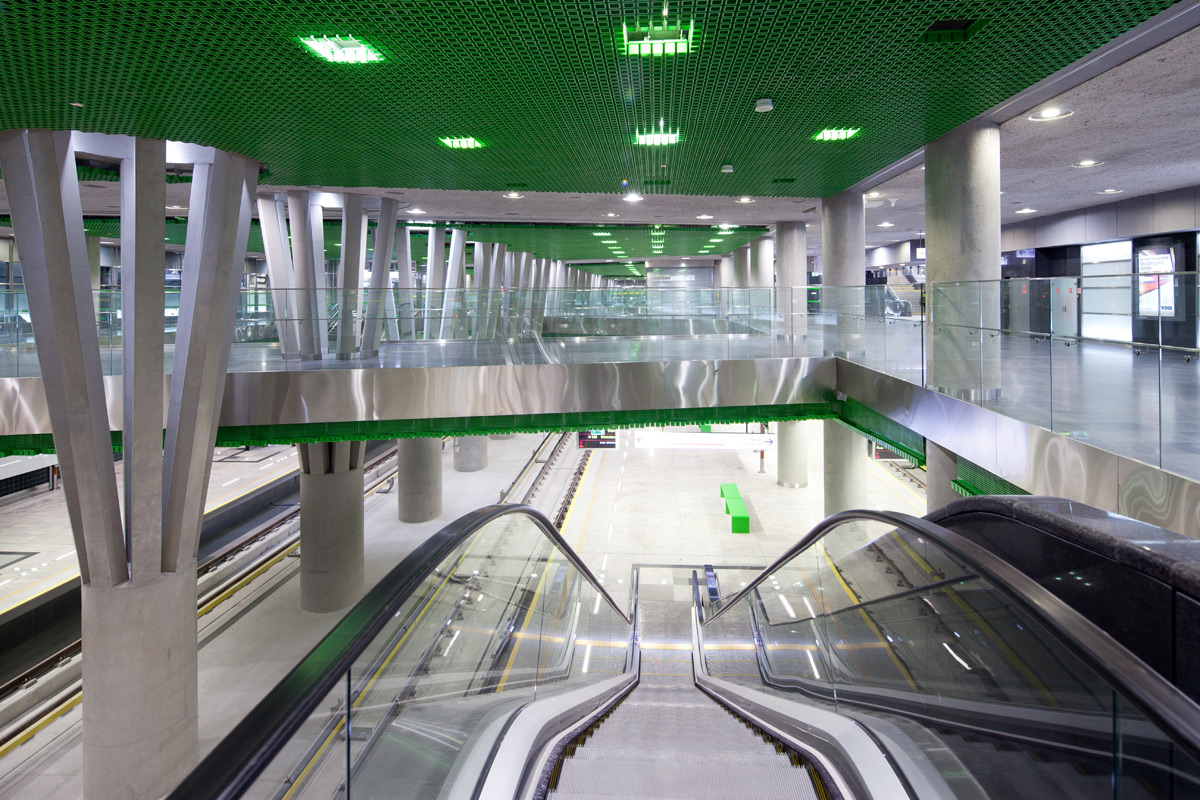

## Átszállási kapcsolatok
| M2 (Rondo Daszyńskiego ↔ Dworzec Wileński) |                                                     |                                                      |
| Állomás                                    | Átszállási kapcsolatok                              | Fontosabb létesítmények                              |
| Stadion Narodowy                           | E-1, 125, 202 Vasút: S1, S2, S3, S1, R2, R3, R7, R8 | Warszawa Stadion, Nemzeti Stadion, Park Skaryszewski |